# Renee Rosnes
Renee Rosnes (Regina, 1962. március 24. –) Grammy-díjas kanadai dzsesszzongorista, zeneszerző, hangszerelő.

## Pályafutása
Renee Rosnes Vancouverben nőtt fel. Hároméves korától tanult zongorázni, de amellett hegedűsnek is készült. A Királyi Zeneakadémián és a Torontói Egyetemen tanult.
Triójával olyan szólisták mellett dolgozott, mint Joe Farrell, Woody Shaw, Dave Liebman és Steve Turré. 1985-ben New Yorkba költözött, ahol az Out of the Blue együttessel, Gary Thomasszal, Robin Eubanksszel, Bobby Hutchersonnal, Joe Hendersonnal, J.J. Johnsonnal, James Moody-val és Wayne Shorterrel játszott. Első albumát Wayne Shorterrel, Herbie Hancockkal és Branford Marsalisszal készítette el. RRendszeresen bemutatta saját műveit is, amelyek nagy sikert arattak az Amerikai Egyesült Államokban. Dolgozott a Lincoln Center Jazz Orchestra-val, Jon Faddis Carnegie Hall Jazz Bandjével és a The Drummonds-szal (volt férjével), Billy Drummonddal és Ray Drummonddal is.
2004–2009 között a San Francisco Jazz Collective-vel lépett fel. Cécile McLorin Salvant-tal, Ingrid Jensennel, Melissa Aldanával, Allison Millerrel, Noriko Uedával és Anat Cohennel létrehozta az Artemis szeptettet. Velük 2020-ban kiadta az azonos című albumot. Közreműködött Vincent Herring, Greg Osby, Bobby Watson, Marian McPartland, George Mraz, Niels-Henning Ørsted Pedersen és az SFJazz Collective felvételein, 2020-ban Franco Ambrosetti Lost Within You című albumán.
2004-2009 között a San Francisco Jazz Collective-vel lépett fel. Cécile McLorin Salvant-tal, Ingrid Jensennel, Melissa Aldanával, Allison Millerrel, Noriko Uedával és Anat Cohennel létrehozta az Artemis szeptettet. Velük 2020-ban kiadta az azonos című albumot. Közreműködött Vincent Herring, Greg Osby, Bobby Watson, Marian McPartland, George Mraz, Niels-Henning Ørsted Pedersen és az SFJazz Collective felvételein, 2020-ban Franco Ambrosetti Lost Within You című albumán.

## Lemezválogatás
- Face to Face (1989)
- Renee Rosnes (1990)
- For the Moment (1990) with Joe Henderson
- Without Words (1992)
- Ancestors (1996)
- As We Are Now (1997)
- Art & Soul (1999)
- With a Little Help from My Friends (2001)
- Life on Earth (2002)
- Renee Rosnes and the Danish Radio Big Band (2003) with DR Big Band
- Deep Cove (2004)
- A Time for Love (2005)
- Black Narcissus: A Tribute to Joe Henderson (2009)
- Double Portrait (2010)
- Manhattan Rain (2012)
- Written in the Rocks (2016)
- Beloved of the Sky (2018)
- Ice on the Hudson: Songs by Renee Rosnes & David Hajdu (2018)
- Artemis (2020)
- Kinds of Love (2021)

## Díjai
- 1988: Hugh Fraser's tribute: Montréal Jazz Festival
- Juno-díjak: 1992, 1997, 2003, 2017
- 2003: SOCAN: Composer of the Year
- 2005: Western Canadian Music Awards
- 2015: Sikh Centennial Gala Award, Sikh Foundation of Canada
- 2015: Newark School of the Arts, Artistic Honoree
- 2018: Oscar Peterson-díj: Festival International de Jazz de Montréal